# Thug
Pour les articles homonymes, voir Thugs.
 (janvier 2017).
Si vous disposez d'ouvrages ou d'articles de référence ou si vous connaissez des sites web de qualité traitant du thème abordé ici, merci de compléter l'article en donnant les références utiles à sa vérifiabilité et en les liant à la section « Notes et références ».
 (novembre 2021).
Les Thugs, Thags ou Thagîs constituaient une confrérie d’assassins professionnels et fidèles de Kâlî, parfois appelée dans ce contexte Bhowani. Active en Inde du XIIIe au XIXe siècle, la confrérie serait apparue sous le règne de Jalâl ud-Dîn Fîrûz Khaljî. Le sultan de Delhi l'aurait combattue en déportant un millier de Thugs à Gaur au Bengale. La secte aurait continué ses exactions de façon discrète, ainsi qu’en Orissâ, puis aurait retrouvé une visibilité comme force occulte anti-coloniale.
On les appelait parfois Phansigar, c'est-à-dire « utilisateurs de nœud coulant », un terme plutôt utilisé dans le sud de l'Inde. On pense qu’il s’agissait d’un culte héréditaire, dont les sectateurs étaient hindous et pratiquaient le vol et le meurtre par strangulation à grande échelle sur les voyageurs masculins, les femmes et les enfants étant par principe épargnés.
Les études contemporaines sont de plus en plus sceptiques quant au concept des Thugs et remettent en question l'existence d'un tel phénomène,, ce qui conduit de nombreux historiens à décrire les Thugs comme une invention du régime colonial britannique.

## Étymologie
Le terme « thug » provient de la racine sanskrite sthag (en pâli, thak) signifiant « dissimuler » (la même racine indo-européenne produit le grec ancien σφίγγω / sphíggô, « étrangler », apparenté par les Grecs à Σφίγξ Sphígx, désignant le Sphinx, bien que cette étymologie populaire ne repose sur aucun fondement).

## Le mythe fondateur

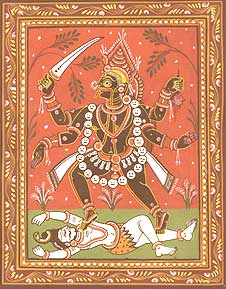
La déesse Kâlî, vénérée des Thugs.

Dans les premiers âges du monde, un démon gigantesque infeste la terre, détruisant la communauté ârya (noble en sanskrit, selon le Manusmriti, ce sont les hommes nés du Purusha, le Mâle cosmique) au fur et à mesure de sa création. Kâlî décide alors de le tuer pour sauver la communauté ârya de l’anéantissement. Elle se munit d'une immense épée, se rend au-devant du monstre et le découpe en morceaux. Mais, aussitôt que le sang touche le sol, de chaque goutte naît un nouveau démon, aussi terrible que le premier. Tandis que la transpiration coule sur son corps, elle réalise que tous ses efforts sont vains et qu’elle sera bientôt trop faible pour abattre les hordes qui se lèvent à la suite de chaque coup d'épée.
Elle réfléchit alors à une autre méthode pour exterminer le démon, puis avec sa sueur mélangée à la terre, elle fabrique deux hommes qu’elle charge de la sainte tâche de délivrer la terre des monstres. À chacun des hommes, elle donne un morceau de son vêtement, puis lui enseigne comment tuer sans effusion de sang. Grâce à l’action des Thugs fondateurs, devenus des étrangleurs experts, la terre est bientôt délivrée de la race des démons (c'est-à-dire les dasyu, les hommes qui ne sont pas issus de l'Homme cosmique).

## La secte

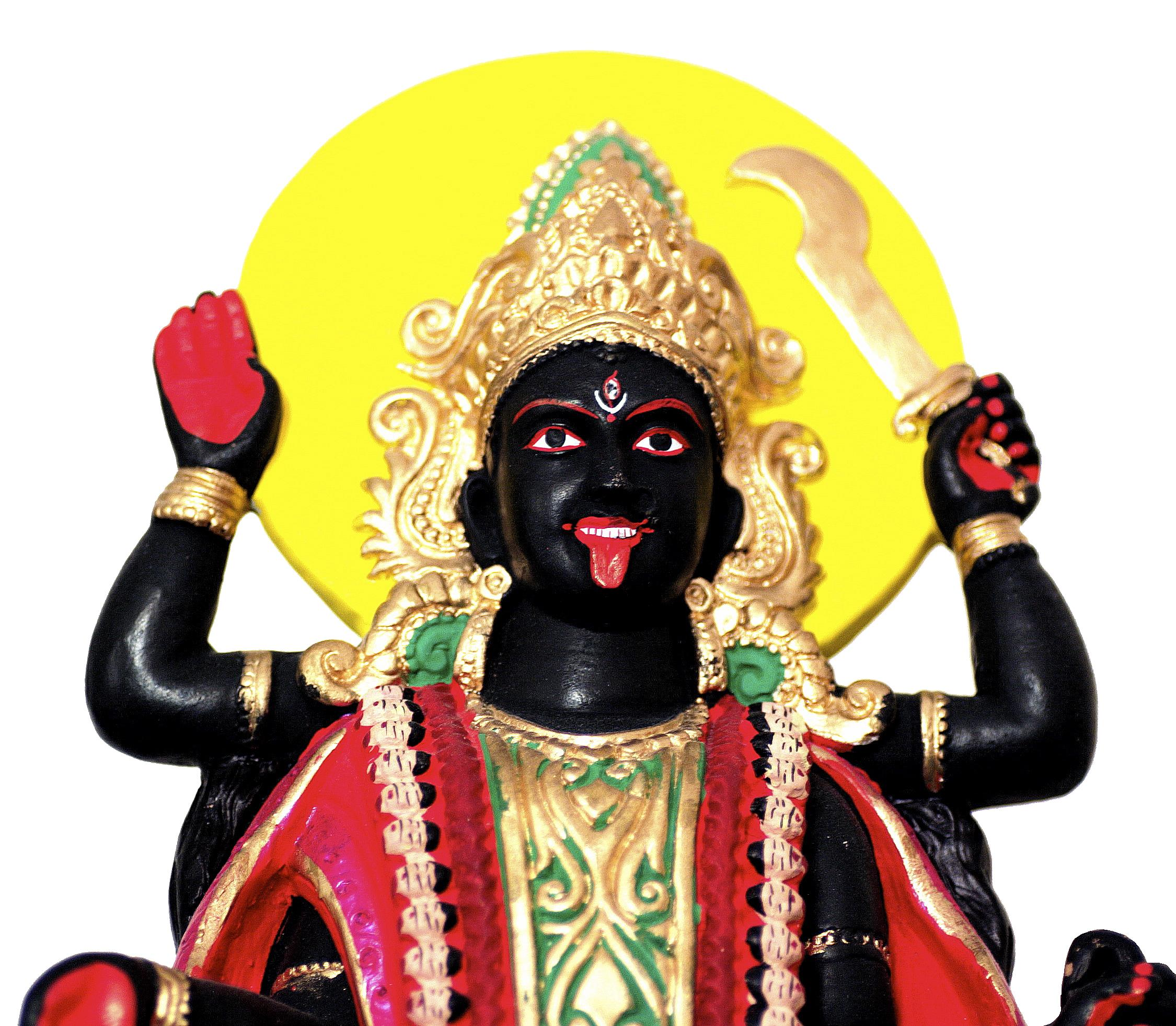
Représentation de la déesse Kâlî.

Adorateurs de Kali, les Thugs formaient une confrérie d’assassins professionnels, qui, par groupes de 10 à 40, plus rarement 200 personnes, parcouraient l’Inde sous le costume d'honnêtes voyageurs et obtenaient la confiance des voyageurs des classes les plus aisées. Ils s’interdisaient de sacrifier certains de leurs contemporains dont le meurtre ne satisfaisait pas Kâlî. Parmi ceux-ci, on trouvait les femmes, les blessés, les infirmes ou les lépreux, les artistes tels que les danseurs, les poètes ou les musiciens (métiers brahmaniques de hautes castes), les saints hommes itinérants comme les sadhus ou les fakirs (leur équivalent musulman) et les pauvres gens de basse caste comme les blanchisseurs, les balayeurs, les forgerons, les charpentiers et les presseurs d’huile. Les Sikhs étaient aussi, semble-t-il, tabous. Les enfants présents dans les caravanes attaquées devaient être adoptés par les Thugs et intégrés à leur secte.
Au XIXe siècle, l'organisation existait probablement depuis six cents ans.
Les Thugs reversaient leur butin aux prêtres/brâhmanes de l'organisation.
Les croyances des Thugs étaient un étrange mélange, mais ce ne fut pas le seul en Inde, et ils se recrutaient parmi les croyants des deux religions, hindous et bouddhistes. Cependant, ils rendaient un culte fervent et sans influence islamique à Kâlî. L'assassinat en vue d’un profit était, pour eux, un devoir religieux, considéré comme une profession sainte et honorable.
La fraternité des Thugs utilisait une sorte d’argot appelé Râmasî ainsi qu’un ensemble de signes par lesquels les membres se reconnaissaient, même s’ils étaient originaires de régions très distantes. Ceux dont l'âge ou les infirmités ne permettaient plus de prendre une part active dans le meurtre rituel continuaient à participer comme observateurs ou espions. Cependant, du fait de leur organisation élaborée, du secret entretenu, de la sécurité assurée autour de leurs opérations, et du prétexte religieux dans lequel ils enveloppaient leurs exactions, ils n’étaient pas identifiés comme des criminels et continuèrent durant des siècles à pratiquer leur métier d’assassins, sans susciter d'enquêtes de la part des râjas ou des nawâbs.

## Hiérarchie
- Éclaireur - Bykureeas.
- Ensevelisseur - Lughas, procédant à l'aide d'un outil rappelant l'herminette nommé kussee. Ils ensevelissaient leurs victimes dépecées et éviscérées afin que leur chair se décompose plus rapidement et ne puisse attirer les charognards.
- Mainteneurs de membres - Shumseeas, chargés de comprimer les bras ou les jambes de la victime ou de lui porter un coup pour neutraliser sa défense.
- Étrangleurs - Bhurtote[7].

## Les Thugs à l'œuvre
La volonté de la déesse leur était communiquée par un système très complexe de présages. Pour obéir à ceux-ci, ils étaient souvent amenés à parcourir des centaines de kilomètres pour rejoindre leur victime ou, en sa compagnie, à la recherche d’un endroit propice à son exécution. La tâche accomplie, des rites étaient exécutés en l’honneur de la déesse, et une part importante du profit tiré des assassinats lui était destinée.

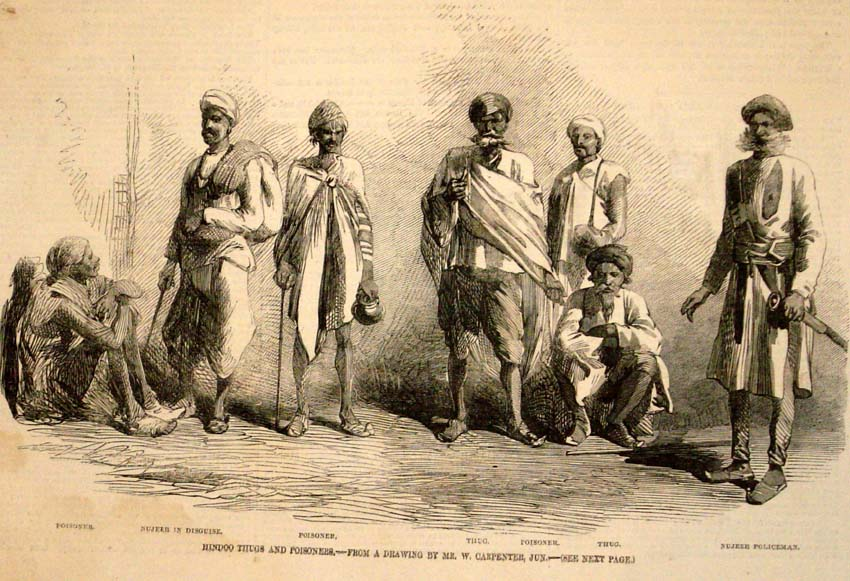
Thugs et empoisonneurs, vu par l« Illustrated London news », en 1857.

Quand une occasion favorable se présentait, le Thug étranglait sa victime au moyen d’une corde ou du ruhmal, une sorte de foulard lesté de cailloux pour briser la nuque, la pillait et l’enterrait pour dissimuler le corps. L'assassinat se pratiquait après l'exécution des rites religieux anciens, particuliers à la secte. Les grandes troupes se divisaient en groupes plus petits qui empruntaient des routes différentes mais se donnaient rendez-vous pour partager le butin. Ils ne se cantonnaient pas aux voyageurs isolés, n’hésitant pas à piller des caravanes d’une cinquantaine d'individus, ne laissant personne en réchapper. Les Thugs, à l’image de la société indienne partagée en varnas, étaient spécialisés dans certaines tâches, aussi certains d’entre eux préparaient souvent les tombes à l'avance sur la route des caravanes pour que l’action soit la plus brève possible.

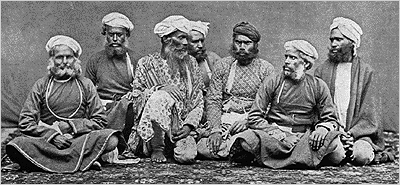
Groupe de thugs.

Le capitaine William Sleeman, un officier anglais fortement impliqué dans la lutte contre les Thugs, fait ainsi état d’un groupe de 52 hommes et 7 femmes simultanément étranglés et jetés dans des tombes préparées pour eux le matin même. Certains de ces voyageurs étaient à cheval et bien armés, mais les Thugs, qui semblaient avoir été plus de deux cents, s'étaient prémunis contre tout risque d’échec.
L'un des membres de la confrérie, Thug Behram, aurait assassiné 931 personnes.
Sleeman rend compte de certaines discussions entre Thugs prisonniers qui attribuaient leur infortune d’être capturés à une punition de Kâlî pour la dégénérescence de leurs pratiques, en particulier le meurtre d’estropiés, de femmes ou d’enfants.
Le colonel James L. Sleeman, parent du précédent, cité dans La Mise en scène de la vie quotidienne d'Erving Goffman, un ouvrage de sociologie, précise la préparation du meurtre, et comment les Thugs se faisaient passer pour quelqu'un de confiance. Ils voyageaient sans armes, se faisant passer pour des marchands ou des soldats. Ils prenaient un air inoffensif et poli et les autres voyageurs qui, eux, étaient souvent bien armés, ne les craignaient donc pas. Ensuite, par un comportement plein de respect et de gratitude, ils gagnaient la confiance de leurs futures victimes. Ils pouvaient attendre plusieurs semaines, selon les circonstances du voyage, avant de commettre leur trahison.
Erving Goffman fait remarquer que ce stratagème fonctionne parce que les voyageurs, isolés qu'ils sont par leur route, n'ont aucun moyen de prendre des renseignements externes sur leurs compagnons, qui peuvent donc se donner l'apparence qu'ils veulent, et que, par-dessus le marché, une fois le crime commis, il peut se passer des mois avant que les proches de la victime soient informés. Goffman remarque que, toute proportion gardée, les touristes aussi, pendant leur villégiature, se donnent de faux airs sachant que personne autour d'eux ne peut aller vérifier qui ils sont vraiment. Le contrôle de l'apparence que l'on veut donner est plus facile quand l'entourage ne peut vérifier par d'autres sources ce que l'on dit.
Selon l'édition de 1979 du livre Guinness des records, les Thugs auraient été responsables de la mort de 2 000 000 de personnes.

## La fin des Thugs

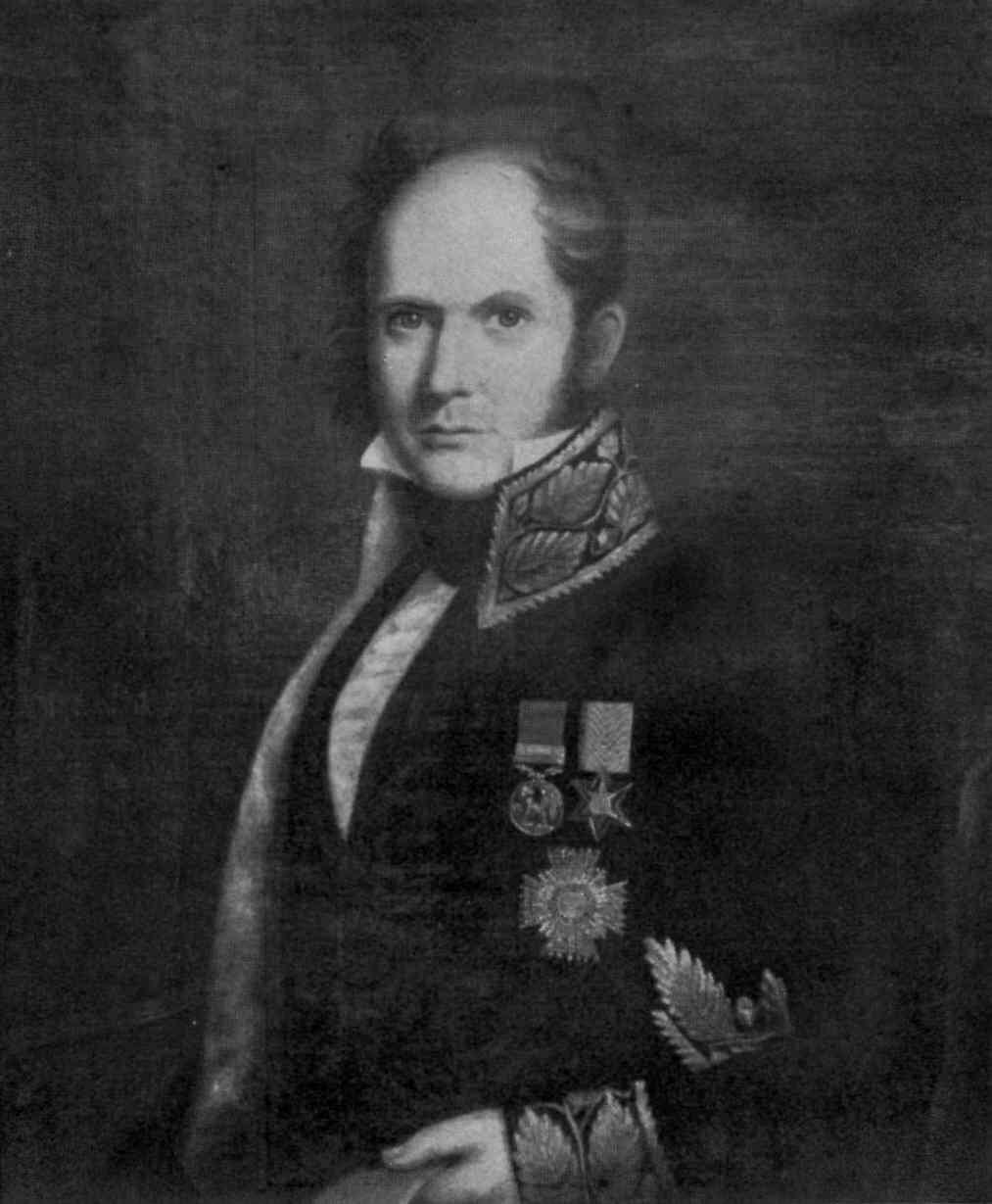
Portrait de William Henry Sleeman.

La reine Victoria fut horrifiée par la lecture d'un ouvrage sur les Thugs et ordonna l’éradication de la confrérie.
Les Britanniques s'engagent ainsi, à partir de 1840, dans une campagne de lutte armée contre la secte, dont est chargé le colonel William Sleeman, à la tête de dix-sept adjoints et d'un régiment d'une centaine d'hommes. Une force de police nommée Thuggee and Dacoity Department  est alors mise en place et maintenue jusqu’en 1904, année où elle est remplacée par le Central Criminal Intelligence Department encore en activité de nos jours.
Plus de 1 500 Thugs sont arrêtés, 300 sont pendus, 70 sont emprisonnés à vie, beaucoup d'autres sont déportés et seulement une vingtaine sont acquittés. Une fois Feringeea, le chef des Thugs, arrêté, la secte décline rapidement et disparaît.

## Démystification et postérité
L’histoire des Thugs a été popularisée par des livres tels que le roman Confessions d’un Thug de Philip Meadows Taylor (1839), le mot thug entrant d’ailleurs à sa suite dans le vocabulaire anglais comme synonyme de « gangster ». Il faut cependant garder à l’esprit qu’il ne s’agit pas d’un ouvrage documentaire, mais d’une œuvre de fiction à replacer dans son contexte. Si l’on ne peut nier la réalité des Thugs et de leur activité, beaucoup de ce que nous croyons savoir d’eux provient de ce texte, qui contient certainement une base documentaire solide, mais qui s’inscrit aussi dans le mouvement romantique anglais et qui est à rapprocher des romans gothiques Frankenstein ou le Prométhée moderne de Mary Shelley ou Dracula de Bram Stoker.
Dans le roman de Jules Verne, Le Tour du Monde en 80 jours, les Thugs sont également mentionnés, lors du voyage en train du personnage principal Phileas Fogg en Inde. Feringhea est désigné comme le chef des Thugs.
La population indienne, qui en était la victime, participa volontairement à la lutte contre les Thugs. Une ville de l’État du Madhya Pradesh célèbre par son nom, Sleemanabad, la mémoire de Sleeman. Cependant, la perception contemporaine des Thugs reste assez partagée en Inde, certains y voyant une organisation apparentée à Robin des Bois et ses compagnons, la redistribution aux pauvres en moins, d’autres y voyant plutôt une structure opérationnelle proche de la mafia. Sa disparition au milieu du XIXe siècle ne permet pas de trancher entre ces différentes approches.

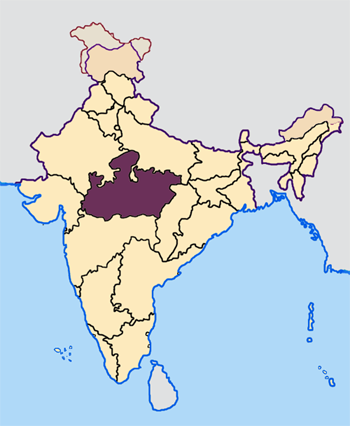
L'État du Madhya Pradesh.

Dans le roman pseudo-historique de Jô Soares L'homme qui tua Getùlio Vargas, un nain hindou, factotum de Mata Hari, est présenté comme le dernier descendant des Thugs, une poignée de ses aïeux ayant réussi à échapper aux Britanniques et à se réfugier à Java…
Le roman Le Juif errant d'Eugène Sue met en scène un chef thug qui parvient à gagner Java, puis l'Europe, où il entre au service de la Compagnie de Jésus.
Les deux descriptions les plus populaires du culte thug au cinéma se trouvent dans le film Gunga Din (1939) de George Stevens, inspiré d'un poème éponyme de Rudyard Kipling, et dans Indiana Jones et le Temple maudit (1984). Les deux films montrent le héros luttant contre une résurgence secrète du culte. Indiana Jones donne une fausse image des Thugs qui ne sont en aucun cas des arracheurs de cœurs. Les Thugs jouent aussi un rôle important dans le film moins connu de Mario Camerini, Kali Yug, déesse de la vengeance (Kali Yug, La dea della vendetta).
On les retrouve également dans les deux premiers tomes de la bande dessinée Une aventure de Cliff Burton''.
Plus tard, un groupe de musique se forma et leur fit honneur en prenant le nom de Thug Life. Les Thugs est également le nom de l'un des plus importants groupes de punk rock français des années 1990.
Dans la langue anglaise, thug s'utilise encore aujourd'hui au sens figuré pour désigner un bandit violent,.

## Les Thugs: un contresens britannique?
Dans son livre, Le Voyageur étranglé. L'Inde des Thugs, le colonialisme et l'imaginaire. (1995), Martine van Woerkens considère que l'existence d'un « culte » thug au XIXe siècle ne serait – du moins partiellement – que le produit du fantasme des colons, traduisant à la fois la méfiance britannique à l'égard des contrées reculées de l'Inde et une méconnaissance des rituels et des pratiques sociales de ses habitants. Par ailleurs, selon l'auteure, cette secte ne desservait pas les intérêts britanniques, bien au contraire, en justifiant implicitement la présence « civilisatrice » de l'occupant.

## Citation
« C’était sur cette contrée que Feringhea, le chef des Thugs, le roi des Étrangleurs, exerçait sa domination. Ces assassins, unis dans une association insaisissable, étranglaient, en l’honneur de la déesse de la Mort, des victimes de tout âge, sans jamais verser de sang, et il fut un temps où l'on ne pouvait fouiller un endroit quelconque de ce sol sans y trouver un cadavre. »

— Jules Verne, Le Tour du monde en quatre-vingts jours

## Dans les arts et la culture populaire

### Filmographie

#### Cinéma
- 1959 : Les Étrangleurs de Bombay de Terence Fisher, dont l'histoire est particulièrement consacrée aux Thugs.
- 1984 : Indiana Jones et le Temple maudit met en scène la secte des Thugs.
- 2018 : Le film Tamul Thugs of Hindostan met en scènes l'affrontement de deux Thugs, Khudabaksh, qui veut libérer, son pays et Firangi, Mallah, acheté par les anglais.

#### Télévision

##### Série
- 1991 : Sandokan, les Thugs sont les ennemis principaux de Sandokan, personnage du pirate malaisien crée par Emilio Salgari en 1883 et 1900 avec "Le Tigri di Mompracem", qui se bat contre le thugs dans le roman "Le due Tigri" (1904), au temps du Great Sepoy Mutiny en 1857 en Inde.
- 1992 : Highlander Épisode 9 : Pour l'amour de Kali de la saison 4. Une statue de la déesse Kâlî est achetée par l'université où enseigne MacLeod. L'immortel Kamir, dernier de la secte des Thugs, arrive, déterminé à la ramener en Inde. Le flashback nous transporte en 1764 au sein de l'Empire colonial britannique en proie à la secte assassine.

### Littérature

#### Roman
- "I misteri della giungla nera" (Les mystères de la jungle noire, 1895) d'Emilio Salgari (1862-1911), est le plus célèbre récit de fiction au niveau international (traduit en plusieurs langues) ayant les thugs et le culte de la déesse Khali au centre de l'intrigue. Le chef de la secte, Suyodhana, garde prisonnière la jeune anglaise Ada, devenue "La Vierge du Temple". Les jeunes Indiens Tremal-Naik et Kammamuri s'opposent aux thugs. Le film avec Harrison Ford, "The Temple of Doom", est une version simplifiée de ce roman.
- Confessions d'un Thug écrit par  Philip Meadows Taylor (1839).
- Les Thugs sont présents dans Qu'un sourire si proche (The Deceivers) de John Masters, publié en 1952. Ils le sont ainsi dans le film Les Imposteurs (The Deceivers) de Nicholas Meyer, sorti en 1988.
- La Compagnie noire de Glen Cook est une œuvre de fantasy qui, dans sa seconde partie, fait référence au culte thug. Les Étrangleurs, dissimulés dans toutes les castes et religions, utilisent des rumels (pagnes de tissu colorés) pour tuer leurs victimes au nom de leur très réelle déesse Kina.
- La Poupée sanglante et La Machine à assassiner, romans policiers de Gaston Leroux.
- Le Procès des Thugs de René de Pont-Jest.
- Espérer le soleil de Nelly Chadour.
- Maharajah de M. J. Carter.
- Le roman « Le tour du monde en 80 jours » de Jules Verne lors du passage en train de Phileas Fogg en Inde.
- L'histoire des Thugs apparaît dans le 4ème roman d'Eric Fouassier "Le chant maléfique" sorti en mai 2024.
- The Hate U Give d'Angie Thomas fait aussi référence aux THUG

#### Bande dessinée
- Ayesha, tome 3 de la série Raj, de Wilbur et Didier Conrad.
- Achille Talon et la Main du serpent, tome 23 de la série Achille Talon de Greg, aux éditions Dargaud  (ISBN 2-205-01573-7), où les Thugs sont parodiés et représentés avec des pouces démesurés.
- La Marque de Kâli, une aventure de Bob Morane écrite par Henri Vernes.
- The Swords of Kali de Robbie Morrison dans l'univers Doctor Who.

#### Nouvelle
- Sir Arthur Conan Doyle utilise dans l'une de ses nouvelles, Mystère chez l'oncle Jeremy, un Thug errant sous l'influence de mademoiselle Warrender (princesse fille d'Achmet Gengis Khan) qui étrangle à l'aide d'un roumal l'intendant Copperthorne.

### Musique
- Les Thugs apparaissent dans deux albums de Jacques le Gall, de Mitacq et Jean-Michel Charlier, L'Œil de Kali et La déesse noire, repris dans l'intégrale Tout Mitacq, tome 13, 1996, aux éditions Dupuis.

### Locution
- La locution Thug life est un concept de la culture Hip Hop, et est pour cette raison le nom de plusieurs titres de gangsta rap, d'un groupe, et d'un film.